# Козлов Микола Кузьмич
Микола Кузьмич Козлов (16 (28) січня 1893, місто Кострома, тепер Російська Федерація — 29 серпня 1973, Москва) — радянський державний та партійний діяч, відповідальний секретар Кримського обласного комітету РКП(б), голова виконавчого комітету Нижньо-Волзької і Саратовської крайових Рад.

## Біографія
Народився в родині пічника. У 1904 році закінчив Олександрівське початкове училище, а в 1908 році — чотирикласне міське училище в Костромі.
З серпня 1908 по липень 1910 року працював на тимчасових роботах у Костромі.
Член РСДРП(б) з вересня 1909 року.
З липня 1910 по квітень 1911 та з липня 1911 по квітень 1912 року був репортером газети «Костромская жизнь».
Один із організаторів підпільної більшовицької організації міста Костроми. Заарештовувався у 1910, 1911 і 1912 роках, з серпня 1912 по серпень 1913 року перебував у адміністративному засланні у Великому Устюзі. У вересні 1913 року знову був заарештований, до січня 1914 року перебував у Костромській в'язниці, з січня 1914 по грудень 1915 року — на засланні в місті Павенець Олонецької губернії та в селі Чорний Яр Астраханської губернії.
З грудня 1915 по листопад 1917 року служив рядовим 191-го Ларго-Кагульського піхотного полку 48-ї дивізії російської армії, учасник Першої світової війни. На Румунському фронті зустрів Лютневу революцію 1917 року. Був головою полкового, членом дивізійного солдатського комітету; вів агітаційну й організаторську роботу серед солдатів. Після Жовтневого перевороту 1917 року з листопада 1917 по лютий 1918 року — голова корпусного революційного комітету 24-ї дивізії російської армії.
У лютому 1918 році повернувся в Кострому. З лютого по вересень 1918 року — відповідальний секретар Костромського районного комітету РКП(б), відповідальний секретар Костромського міського комітету РКП(б).
З вересня 1918 по 1920 рік — голова Костромського губернського комітету РКП(б), у 1920 — березні 1921 року — відповідальний секретар Костромського губернського комітету РКП(б). Одночасно з квітня по листопад 1920 року — голова виконавчого комітету Костромської губернської Ради.
У 1921 році брав участь у придушенні Кронштадтського повстання, після чого перебував на партійній роботі в Петрограді. У березні 1921 — березні 1922 року — заступник відповідального організатора Першого міськрайонного комітету РКП(б) міста Петрограда, заступник завідувача агітаційно-пропагандистського відділу Петроградського комітету РКП(б).
З березня 1922 по жовтень 1924 року очолював виконавчий комітет Архангельської губернської Ради, одночасно був головою Архангельської міської ради (23 вересня 1922 — 26 жовтня 1924).
У жовтні 1924 — вересні 1927 року — відповідальний інструктор ЦК ВКП(б), заступник завідувача організаційно-розподільного відділу ЦК ВКП(б).
У вересні 1927 — січні 1929 року — слухач курсів марксизму-ленінізму при ЦК ВКП(б).
У січні — грудні 1929 року — завідувач організаційно-розподільного відділу Північно-Кавказького крайового комітету ВКП(б).
З 17 грудня 1929 по 11 травня 1930 року — відповідальний секретар Кримського обласного комітету ВКП(б).
У травні — вересні 1930 року — 2-й секретар Нижньо-Волзького крайового комітету ВКП(б).
У вересні 1930 — січні 1933 року — голова виконавчого комітету Нижньо-Волзької крайової ради в Саратові.
У січні 1933 — січні 1934 року — заступник завідувача розподільного відділу ЦК ВКП(б) у Москві.
З січня 1934 по січень 1935 року — голова виконавчого комітету Саратовської крайової ради.
У січні — квітні 1935 року — заступник завідувача політико-адміністративного відділу ЦК ВКП(б) у Москві.
У квітні 1935 — квітні 1938 року — завідувач секретаріату Президії ЦВК СРСР. У квітні 1938 — червні 1947 року — керуючий справами Президії Верховної Ради СРСР. У червні 1947 — серпні 1959 року — начальник канцелярії апарату Президії Верховної Ради СРСР.
Обирався членом ВЦВК 10-го скликання (1922-1924).
У серпні 1959 року вийшов на пенсію. Похований на Новодівочому цвинтарі Москви.

## Нагороди
- орден Жовтневої революції
- медалі